# Centreville (Virginia)
Centreville ist ein Ort (CDP) im Fairfax County an der Abzweigung der Interstate 66 vom U.S. Highway 50  nahe Washington, D.C. im US-Bundesstaat Virginia. Das U.S. Census Bureau hat bei der Volkszählung 2020 eine Einwohnerzahl von 73.518 ermittelt.
Im Winter 1861/1862 des Sezessionskrieges lag die konföderierte Armee hier in Stellung und erhielt die Erstausstattung mit der Flagge der Konföderierten Staaten von Amerika; zudem befindet sich am Westrand der Gemeinde der Bull Run, Schauplatz und Namensgeber zweier Schlachten.
Der örtliche Baseballclub SYA East LL hat Virginia zweimal bei regionalen Jugendwettkämpfen vertreten.

## Persönlichkeiten
- Caron Butler (* 1980), Basketballspieler
- Ormond Stone (1847–1933), Mathematiker